# Leichtathletik-Europameisterschaften 2018/4 × 400 m der Männer

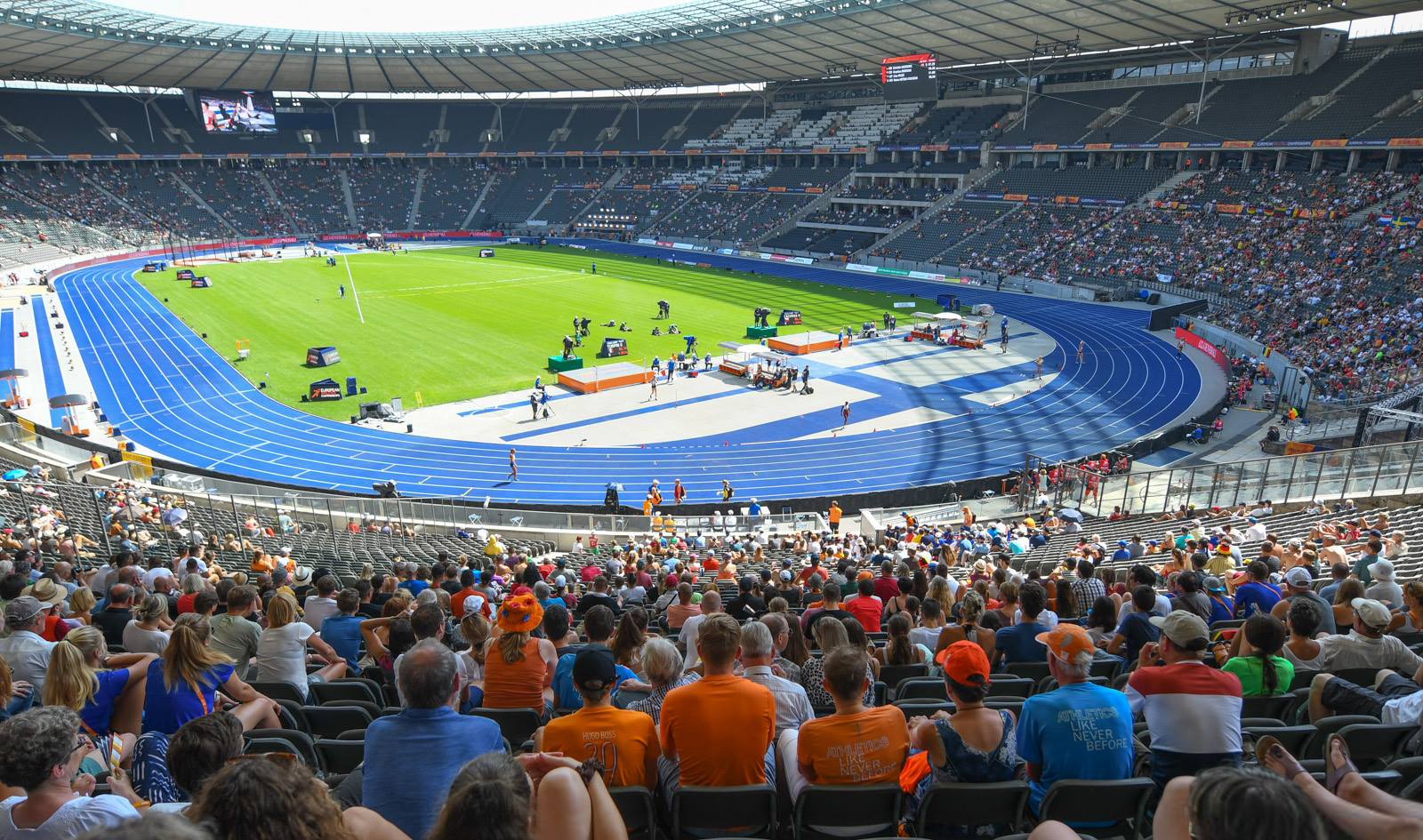
Das Berliner Olympiastadion am 9. August 2018

Die 4-mal-400-Meter-Staffel der Männer bei den Leichtathletik-Europameisterschaften 2018 fand am 10. und 11. August im Olympiastadion in der deutschen Hauptstadt Berlin statt.
Europameister wurde das belgische Quartett, an dessen Sieg unter anderem drei Brüder beteiligt waren. Im Finale lief das Team in der Besetzung Dylan Borlée, Jonathan Borlée, Jonathan Sacoor und Kévin Borlée. Im Vorlauf hatte Belgien darüber hinaus Julian Watrin und Robin Vanderbemden eingesetzt.
Die Staffel aus Großbritannien errang den zweiten Platz mit Rabah Yousif, Dwayne Cowan, Matthew Hudson-Smith und Martyn Rooney sowie dem im Vorlauf außerdem laufenden Cameron Chalmers.
Spanien gewann die Bronzemedaille in der Besetzung Óscar Husillos, Lucas Búa, Samuel García und Bruno Hortelano sowie den im Vorlauf außerdem eingesetzten Mark Ujakpor und Darwin Echeverry.
Auch die hier im Vorlauf von den Medaillengewinnern eingesetzten Läufer erhielten entsprechendes Edelmetall.

## Rekorde

### Bestehende Rekorde
| Weltrekord           | 2:54,29 min | USA (Andrew Valmon, Quincy Watts, Harry Reynolds, Michael Johnson)       | WM Stuttgart, Deutschland              | 22. August 1993   |
| Europarekord         | 2:56,60 min | Großbritannien (Iwan Thomas, Jamie Baulch, Mark Richardson, Roger Black) | OS Atlanta, USA                        | 3. August 1996    |
| Meisterschaftsrekord | 2:58,22 min | Großbritannien (Paul Sanders, Kriss Akabusi, John Regis, Roger Black)    | EM Split, Jugoslawien (heute Kroatien) | 1. September 1990 |

Der bestehende EM-Rekord wurde nicht erreicht. Die schnellste Zeit erzielte das belgische Europameisterquartett im Finale mit 2:59,47 min, womit die Staffel eine neue europäische Jahresbestleistung aufstellte und um 1,25 s über dem Rekord blieb. Zum Europarekord fehlten dem Team 2,87 s, zum Weltrekord 5,18 s. Bereits im ersten Vorlauf war die im Finale zweitplatzierte Staffel aus Großbritannien mit 3:01,62 min Europajahresbestzeit gelaufen, die Belgien am Tag darauf wieder verbesserte.

### Rekordverbesserung
Es gab einen neuen Landesrekord:

- 3:02,52 min – Tschechien (Patrik Šorm, Michal Desenský, Vít Müller, Pavel Maslák), erster Vorlauf am 10. August

## Legende
Kurze Übersicht zur Bedeutung der Symbolik – so üblicherweise auch in sonstigen Veröffentlichungen verwendet:
| NR  | Nationaler Rekord              |
| EL  | Europajahresbestleistung       |
| SB  | Saisonbestleistung             |
| DSQ | disqualifiziert                |
| IWR | Internationale Wettkampfregeln |
| TR  | Technische Regeln              |

## Vorläufe
Aus den beiden Halbfinalläufen qualifizierten sich die jeweils drei Ersten jedes Laufes – hellblau unterlegt – und zusätzlich die beiden Zeitschnellsten – hellgrün unterlegt –  für das Finale.

### Vorlauf 1
10. August 2018, 13:05 Uhr MESZ
| Platz | Bahn | Land           | Athleten                                                                                      | Zeit (min)                                  |
| ----- | ---- | -------------- | --------------------------------------------------------------------------------------------- | ------------------------------------------- |
| 1     | 4    | Großbritannien | - Cameron Chalmers (Vorlauf) - Dwayne Cowan - Rabah Yousif - Martyn Rooney                    | 3:01,62 EL                                  |
| 2     | 5    | Frankreich     | - Mame-Ibra Anne (Vorlauf) - Mamadou Kassé Hann - Teddy Atine-Venel - Thomas Jordier          | 3:01,67 SB                                  |
| 3     | 7    | Tschechien     | - Patrik Šorm - Michal Desenský (Vorlauf) - Vít Müller (Vorlauf) - Pavel Maslák               | 3:02,52 NR                                  |
| 4     | 3    | Polen          | - Dariusz Kowaluk (Vorlauf) - Rafał Omelko - Mateusz Rzeźniczak (Vorlauf) - Kajetan Duszyński | 3:02,75                                     |
| 5     | 6    | Deutschland    | - Marvin Schlegel (Vorlauf) - Torben Junker - Fabian Dammermann - Johannes Trefz              | 3:03,37                                     |
| 6     | 8    | Ukraine        | - Oleksij Posdnjakow - Danylo Danylenko - Stanislaw Senyk - Witalij Butrym                    | 3:05,95 SB                                  |
| DSQ   | 2    | Schweiz        | - Jonas Gehrig - Ricky Petrucciani - Joel Burgunder - Charles Devantay                        | IWR 163, TR17.3 Bahnüber- treten            |
| DSQ   | 1    | Schweden       | - Carl Bengtström - Erik Martinsson - Dennis Forsman - Joel Groth                             | IWR 170, TR24.7 Wechselraum- überschreitung |

### Vorlauf 2
10. August 2018, 13:15 Uhr MESZ
| Platz | Bahn | Land        | Athleten                                                                                  | Zeit (min) |
| ----- | ---- | ----------- | ----------------------------------------------------------------------------------------- | ---------- |
| 1     | 4    | Belgien     | - Julian Watrin (Vorlauf) - Robin Vanderbemden (Vorlauf) - Jonathan Sacoor - Dylan Borlée | 3:02,55    |
| 2     | 3    | Italien     | - Edoardo Scotti - Michele Tricca - Vladimir Aceti (Vorlauf) - Davide Re                  | 3:04,08    |
| 3     | 5    | Spanien     | - Mark Ujakpor (Vorlauf) - Lucas Búa - Darwin Echeverry (Vorlauf) - Samuel García         | 3:04,62 SB |
| 4     | 6    | Niederlande | - Tony van Diepen - Liemarvin Bonevacia - Ramsey Angela - Nick Smidt                      | 3:04,93    |
| 5     | 8    | Irland      | - Christopher O’Donnell - Brandon Arrey - Leon Reid - Thomas Barr                         | 3:06,55 SB |
| 6     | 1    | Kroatien    | - Mateo Ružić - Hrvoje Čukman - Sven Cepuš - Mateo Kovačić                                | 3:07,80 SB |
| 7     | 7    | Türkei      | - Abdullah Tütünci - Yavuz Can - Akın Özyürek - Batuhan Altıntaş                          | 3:07,83    |
| 8     | 2    | Rumänien    | - Christian Radu - Cosmin Trofin - David Iustin Năstase - Robert Parge                    | 3:10,08    |

## Finale
11. August 2018, 21:30 Uhr MESZ
Alle Teams nahmen zum Finale hin Besetzungsänderungen vor:
- Belgien – Jonathan Borlée und Kévin Borlée liefen anstelle von Julian Watrin und Robin Vanderbemden.
- Großbritannien – Matthew Hudson-Smith ersetzte Cameron Chalmers.
- Spanien – Óscar Husillos und Bruno Hortelano liefen für Mark Ujakpor und Darwin Andrés Echeverry.
- Frankreich – Mame-Ibra Anne wurde durch Ludvy Vaillant ersetzt.
- Polen – Karol Zalewski und Łukasz Krawczuk liefen anstelle von Dariusz Kowaluk und Mateusz Rzeźniczak.
- Italien – Matteo Galvan ersetzte Vladimir Aceti.
- Tschechien – Jan Tesař und Filip Šnejdr liefen für Michal Desenský und Vít Müller.
- Deutschland – Marvin Schlegel wurde durch 	Patrick Schneider ersetzt.

| Platz | Bahn | Land           | Athleten | Zeit (min) |
| ----- | ---- | -------------- | --- | ---------- |
|       | 3    | Belgien        | - Dylan Borlée - Jonathan Borlée (Finale) - Jonathan Sacoor - Kévin Borlée (Finale) 0im Vorlauf außerdem: - Julian Watrin - Robin Vanderbemden       | 2:59,47 EL |
|       | 5    | Großbritannien | - Rabah Yousif - Dwayne Cowan - Matthew Hudson-Smith (Finale) - Martyn Rooney 0im Vorlauf außerdem: - Cameron Chalmers                               | 3:00,36 SB |
|       | 7    | Spanien        | - Óscar Husillos (Finale) - Lucas Búa - Samuel García - Bruno Hortelano (Finale) 0im Vorlauf außerdem: - Mark Ujakpor - Darwin Echeverry             | 3:00,78 SB |
| 4     | 6    | Frankreich     | - Ludvy Vaillant (Finale) - Mamadou Kassé Hann - Teddy Atine-Venel - Thomas Jordier 0im Vorlauf außerdem: - Mame-Ibra Anne                           | 3:02,08    |
| 5     | 2    | Polen          | - Karol Zalewski (Finale) - Rafał Omelko - Łukasz Krawczuk (Finale) - Kajetan Duszyński 0im Vorlauf außerdem: - Mateusz Rzeźniczak - Dariusz Kowaluk | 3:02,27    |
| 6     | 4    | Italien        | - Edoardo Scotti - Michele Tricca - Davide Re - Matteo Galvan (Finale) 0im Vorlauf außerdem: - Vladimir Aceti                                        | 3:02,34    |
| 7     | 8    | Tschechien     | - Jan Tesař (Finale) - Pavel Maslák - Patrik Šorm - Filip Šnejdr (Finale) 0im Vorlauf außerdem: - Michal Desenský - Vít Müller                       | 3:03,00    |
| 8     | 1    | Deutschland    | - Patrick Schneider (Finale) - Torben Junker - Fabian Dammermann - Johannes Trefz 0im Vorlauf außerdem: - Marvin Schlegel                            | 3:04,69    |

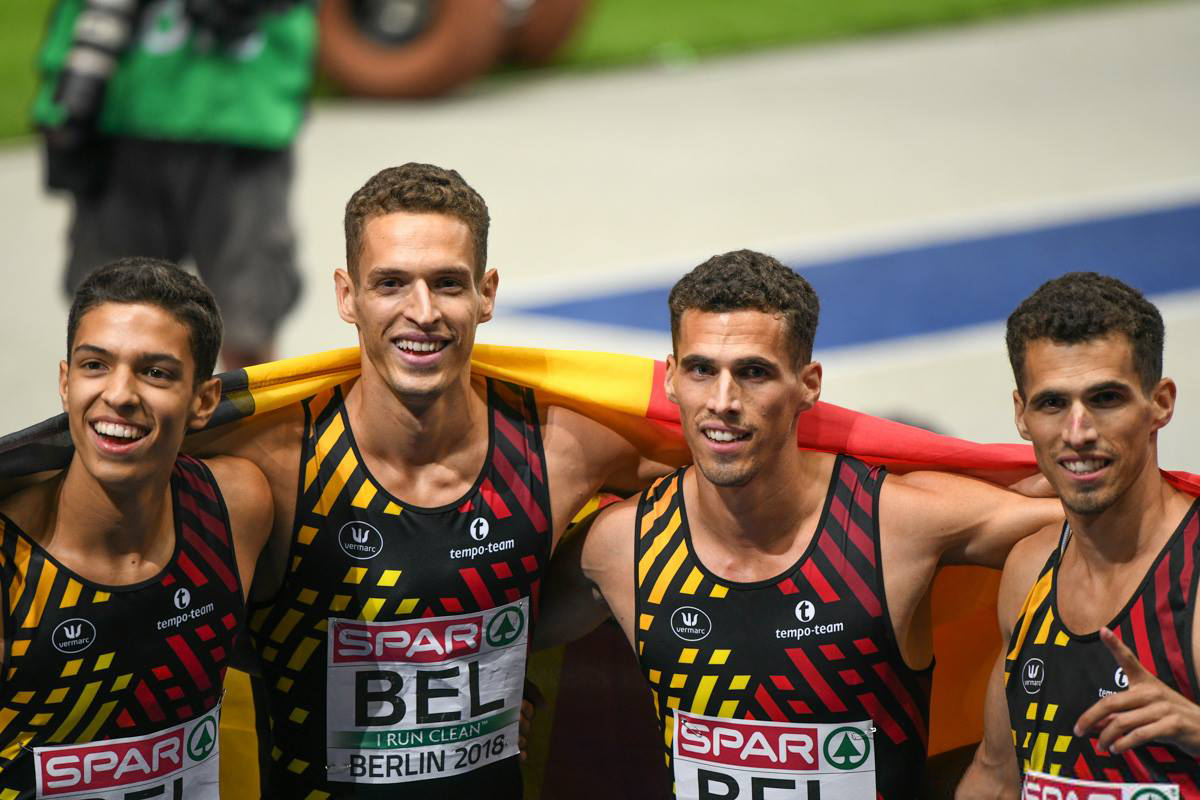
Die belgische Siegerstaffel, links Jonathan Sacoor neben den drei Borlée-Brüdern Dylan, Kévin und Jonathan

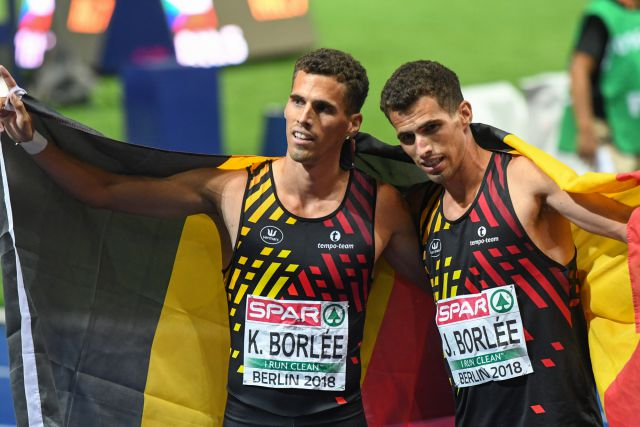
Kévin und Jonathan Borlée

Die Vorlaufresultate waren nicht geeignet, um daraus Schlüsse auf die tatsächliche Stärke der Teams abzuleiten. In allen Staffeln, die sich für das Finale qualifiziert hatten, wurde mindestens ein Läufer ausgetauscht, in vielen Fällen kam es sogar zu zwei Besetzungsänderungen. Favorisiert waren in erster Linie Großbritannien und Belgien. Die Briten waren bei den letzten Weltmeisterschaften – Platz drei – und auch bei den letzten Olympischen Spielen – Platz vier – die beste Mannschaft aus Europa gewesen und waren unter anderem Europameister von 2014. Belgien ging als WM-Vierter von 2017 sowie Europameister von 2012 und 2016 an den Start. Als drittbestes Team wurde Spanien eingeschätzt.
Frankreich setzte seinen stärksten Läufer Ludvy Vaillant als Startläufer ein, der auch tatsächlich als Führender wechselte. Die Abstände waren allerdings eng, Spanien folgte vor Polen sowie den fast gleichaufliegenden Briten und Belgiern. Auf der zweiten Runde brachte Lucas Búa Spanien vor Belgien nach vorn. Dritter war nach einem starken Lauf durch Pavel Maslák nun Tschechien vor Frankreich. Großbritannien war nur noch Fünfter, hatte allerdings einen Rückstand von weniger als einer Sekunde auf die führenden Spanier. Nur knapp dahinter folgte Polen auf Rang sechs. Auch auf der dritten Runde blieb noch alles offen. Spanien und Belgien lagen weiter vorn, Großbritannien war jetzt Dritter vor Frankreich und Polen. Nur gut 1,3 Sekunden trennten diese Staffeln voneinander.
Stärkster Schlussläufer war der Belgier Kévin Borlée. Er zog am Spanier Bruno Hortelano vorbei und sicherte seinem Team den dritten EM-Titel, den zweiten in Folge. Auch der Brite Martyn Rooney verbesserte sich noch um einen Platz, sodass Großbritannien die Silbermedaille vor Spanien gewann. Belgien war die einzige Mannschaft mit einer Endzeit unter drei Minuten, die Briten lagen im Ziel 0,89 Sekunden, die Spanier 1,31 Sekunden zurück. Frankreich wurde Vierter vor Polen und Italien. Tschechien kam auf Rang sieben, Deutschland auf Rang acht.